# Relaciones España-Egipto
Las relaciones España-Egipto son las relaciones entre la República Árabe de Egipto y el Reino de España. Ambos países comparten un marco común en el contexto de la Unión por el Mediterráneo (UpM).

## Relaciones diplomáticas
Tras la independencia de Egipto en 1922, España estableció una delegación diplomática en El Cairo. Sin embargo, no fue ascendido al rango de embajada hasta 1949.
En el contexto de la guerra del Sinaí de 1956, España se situó en un punto medio entre la postura de las potencias occidentales y la egipcia, mostrando cierto grado de comprensión hacia la nación árabe, al menos desde el punto de vista jurídico. Desde esta posición, la diplomacia española ambicionaba jugar un papel en la crisis, proporcionando un marco para una solución en la Conferencia de Londres. Sin embargo, la propuesta no contó con la atención de ninguna de las partes en conflicto, aunque finalmente fue incluida dentro de un anexo de la resolución final.
En 1968, Egipto regaló el Templo de Debod a España, un edificio del antiguo Egipto, en compensación por la ayuda española tras el llamamiento internacional realizado por la Unesco para salvar los templos de Nubia, principalmente el de Abu Simbel, en peligro de desaparición debido a la construcción de la presa de Asuán.
Las relaciones políticas bilaterales han sido tradicionalmente fluidas, sin contenciosos y con frecuentes visitas de carácter bilateral. España ha sido percibida como un país amigo y cercano, comprometido con Egipto y la región. El marco de estas relaciones viene determinado por el Acuerdo bilateral de Amistad y Cooperación firmado el 5 de febrero de 2008 en El Cairo.
Tras la caída del régimen de Hosni Mubarak, España ha procurado relanzar las relaciones bilaterales poniendo en valor la experiencia española en la transición hacia la democracia y mostrándose dispuesta a acompañar a Egipto en su democratización. En los dos últimos años, el impulso de las relaciones bilaterales se materializó primero con la visita a El Cairo, los días 9 y 10 de septiembre de 2012, del Ministro de Asuntos Exteriores y Cooperación, José Manuel García-Margallo, y más tarde, con la visita a Madrid, el pasado 6 de noviembre, del Ministro de Asuntos Exteriores egipcio, Nabil Fahmy. Esta visita, la primera del Ministro egipcio a una capital europea, sirvió para retomar el diálogo político, pasar revista a la actualidad política interna e internacional y examinar las relaciones económicas y comerciales, poniendo especial énfasis en las inversiones españolas en Egipto.
La solidez de las relaciones bilaterales se manifestó en las dos visitas que el ministro García-Margallo realizó a Egipto en julio y diciembre de 2014, esta última transmitiendo una invitación al presidente El-Sisi a visitar España. En septiembre de 2014, con motivo de la Conferencia Internacional sobre Libia que se celebró en Madrid, el ministro de asuntos exteriores egipcio Shoukry había mantenido un encuentro bilateral con su homólogo español.
La visita del presidente Sisi a España en abril de 2015, acompañado de diferentes Ministros del gabinete, ha supuesto un paso más en la consolidación de las relaciones bilaterales y un impulso en las relaciones bilaterales económicas, que se ha reflejado en la firma de acuerdos en materia cultural, turismo, interior y económico, incluyendo sendos MOUS de cooperación en materia de transporte.

## Relaciones económicas
El peso del comercio bilateral entre España y Egipto es reducido, ya que Egipto representó en 2014 un 0,23% de importaciones españolas totales y un 0,48% de las exportaciones españolas. En dicho año, ocupó el 36º puesto en el ranking de mercados más importantes para las exportaciones españolas y el puesto 57.º como suministrador. Dentro de la UE, en 2014 España ocupó el sexto lugar como cliente tras Italia, Alemania, Reino Unido, Francia y Grecia, representando un 7% de las importaciones comunitarias, y el 7º como proveedor de Egipto, tras Italia, Alemania,
Francia, Países Bajos, Reino Unido y Bélgica (7% del total de las exportaciones comunitarias).
El saldo comercial bilateral fue negativo para España desde 2005, cuando comenzó a operar la planta de licuefacción de gas de Unión Fenosa en Damietta, por la compra de gas por parte de UFG a Egipto para operar la planta y para exportar desde Egipto el gas licuado. En 2013, cuando paró el suministro de gas a la planta de Damietta, la balanza comercial bilateral pasó a ser positiva para España (exportaciones españolas 1.078 M€, importaciones 888 M€, un 22% menos que la cifra registrada el año anterior). En 2014 se mantuvo la tendencia (exportaciones españolas 1.149 M€, aumentando un 7% y las importaciones 598 M€, disminuyendo un 33%). Los últimos datos disponibles para el periodo enero-noviembre de 2015 indican que las exportaciones de España a Egipto han alcanzado 1249 M€ y las importaciones 399 M€.

## Cooperación
La Cooperación Española en Egipto tiene un largo recorrido que se inicia en el año 1967, con el primer Convenio de Cooperación Cultural, y que se ha ido ampliando desde entonces, con el Acuerdo de Cooperación Científica y Técnica de 1991 y con los acuerdos de las diferentes Comisiones Mixtas celebradas. En la actualidad, siguen en vigor los acuerdos de la IV Comisión Mixta Hispano-Egipcia de Cooperación Educativa, Cultural, Técnica y Científica celebrada en Madrid en 2005. El objetivo estratégico global de la Cooperación Española en Egipto ha sido contribuir a aumentar las capacidades del país, sus instituciones y sociedad civil, con el fin de apoyar un desarrollo social y económico sostenible y equitativo del país.
El proceso de cambios políticos y sociales que tuvo lugar en Egipto a raíz de la Primavera Árabe, motivó una reformulación de la política de cooperación para el desarrollo en la región centrándose en el acompañamiento a los procesos de transición a la democracia.
El Programa Masar es un programa de la Cooperación Española iniciado en junio de 2012, cuyo objeto es el acompañamiento a los procesos de transición democrática en el Mundo Árabe, contribuyendo a la modernización y al fortalecimiento de las instituciones, y al apoyo y fortalecimiento de la sociedad civil y de los actores clave en el desarrollo del Estado de Derecho, con el fin de que los poderes públicos puedan dar respuesta a las necesidades de sus sociedades, y la sociedad civil pueda ser uno de los motores del cambio.
En diciembre de 2015 fue aprobada una nueva iniciativa financiadas a través del Programa Masar, enfocada de nuevo al apoyo a Instituciones, en este caso el Consejo Nacional de Derechos Humanos, para reforzar su papel asesor tras las elecciones parlamentarias, respetando la Constitución y las instituciones democráticas.
En Cooperación Multilateral destaca el apoyo al empoderamiento político de las mujeres de Egipto, y apoyo al proyecto de Ciudades Seguras, canalizado a través de ONU Mujeres, y vigentes todavía durante 2016.
En el ámbito de la coordinación con los Programas de la Unión Europea, la Cooperación Española participa activamente en la Programación Conjunta hasta 2020. Durante el año 2021 se ha iniciado la participación en el proyecto de la UE en el sector Justicia para “Apoyo a la modernización de la administración de Justicia en Egipto” que prevé la asistencia técnica por parte de un consorcio de Administraciones Públicas de los países socios a la Administración de Justicia Egipcia, liderado por Francia en consorcio con la AECID que implementará el componente de apoyo al Centro Nacional de Estudios Judiciales.

## Misiones diplomáticas residentes
- Egipto tiene una embajada en Madrid.[7][8]
- España tiene una embajada en El Cairo.[9]

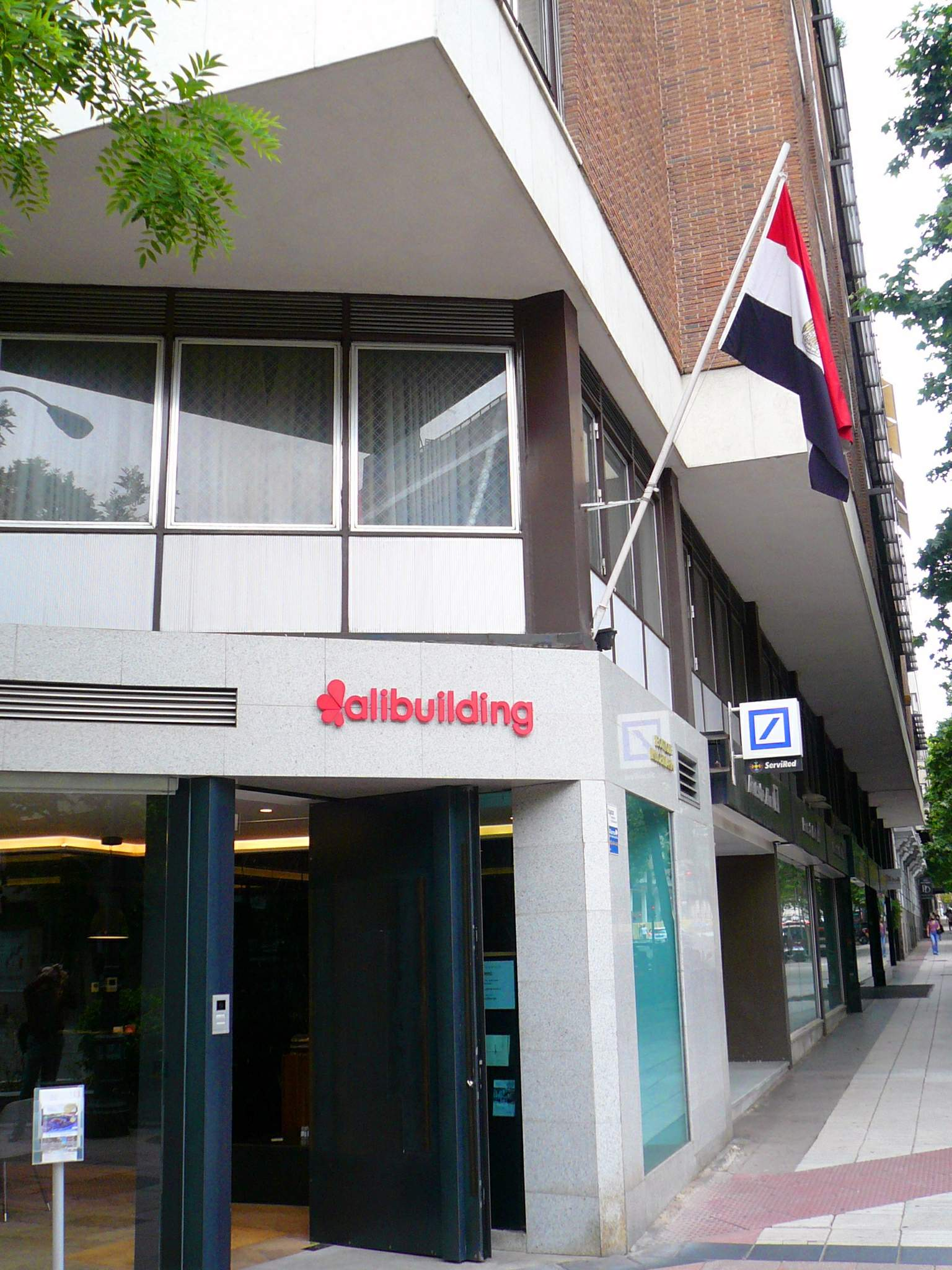
Embajada de Egipto en Madrid
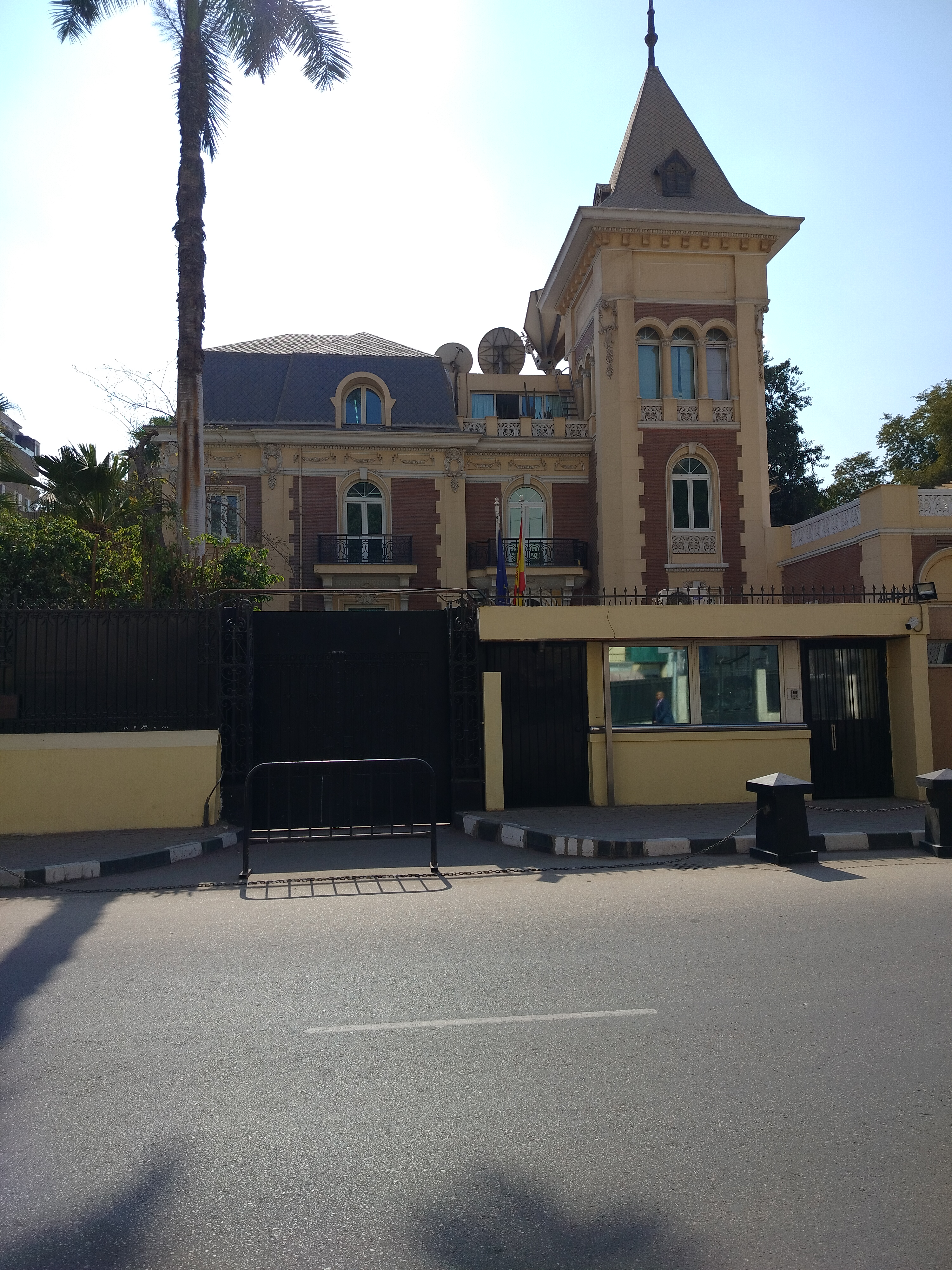
Embajada de España en El Cairo